# Atomosia rosalesi
Atomosia rosalesi là một loài ruồi trong họ Asilidae. Atomosia rosalesi được Carrera & Machado-Allison miêu tả năm 1963. Loài này phân bố ở vùng Tân nhiệt đới.